# همية (أرحب)

تعديل مصدري - تعديل

همية هي إحدى قرى عزلة عيال عبد الله بمديرية أرحب التابعة لمحافظة صنعاء، بلغ تعداد سكانها 41 نسمة حسب تعداد اليمن لعام 2004.